# Martin Schläpfer (Tänzer)

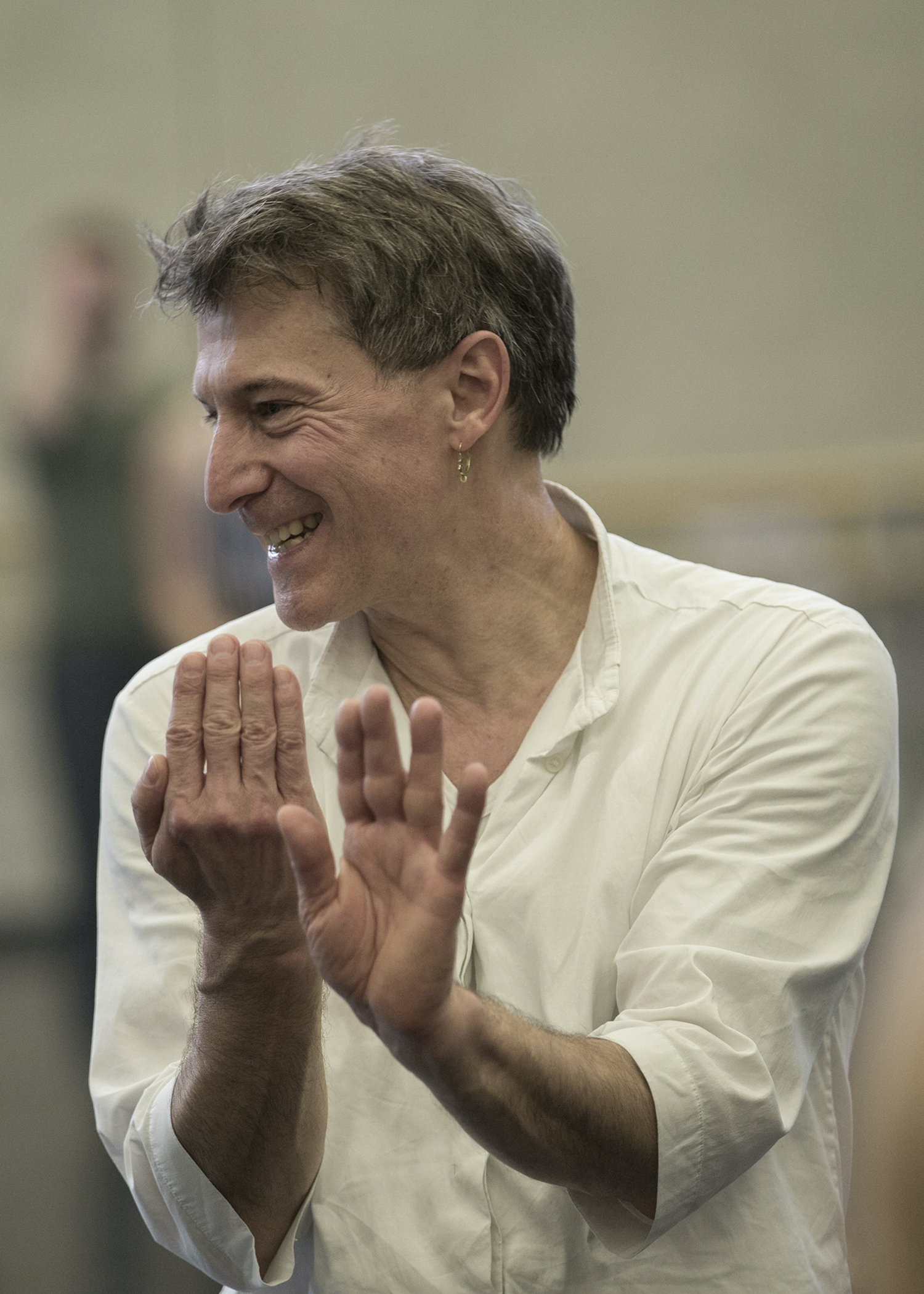
Martin Schläpfer (2017)

Martin Schläpfer (* 26. Dezember 1959 in Altstätten) ist ein Schweizer Tänzer, Choreograf und Ballettdirektor.

## Leben
Schläpfer – aus einer Appenzeller Bauernfamilie stammend – wollte ursprünglich Biobauer werden. Während seiner Schulzeit nahm er Geigenunterricht und erlernte den Eiskunstlauf. Die Ballettausbildung begann er 1975 im Alter von fünfzehn Jahren bei Marianne Fuchs in St. Gallen. 1977 gewann Schläpfer als bester Schweizer beim Prix de Lausanne ein Stipendium, das ihm ein weiteres Ballettstudium an der Royal Ballet School in London ermöglichte.
Von 1978 bis 1983 hatte Schläpfer ein Engagement als Solotänzer am Stadttheater Basel bei Heinz Spoerli. In der Spielzeit 1983/1984 war er Erster Solotänzer (Principal Dancer) beim Royal Winnipeg Ballet in Kanada. Danach tanzte er wieder von 1985 bis 1989 am Stadttheater Basel. Infolge einer künstlerischen Krise gründete Schläpfer 1990 in Basel die Ballettschule Dance Place, die er bis 1994 leitete. Anschliessend war er bis 1999 Ballettdirektor am Stadttheater Bern. Von 1999 bis 2009 leitete er das ballettmainz am Staatstheater Mainz.

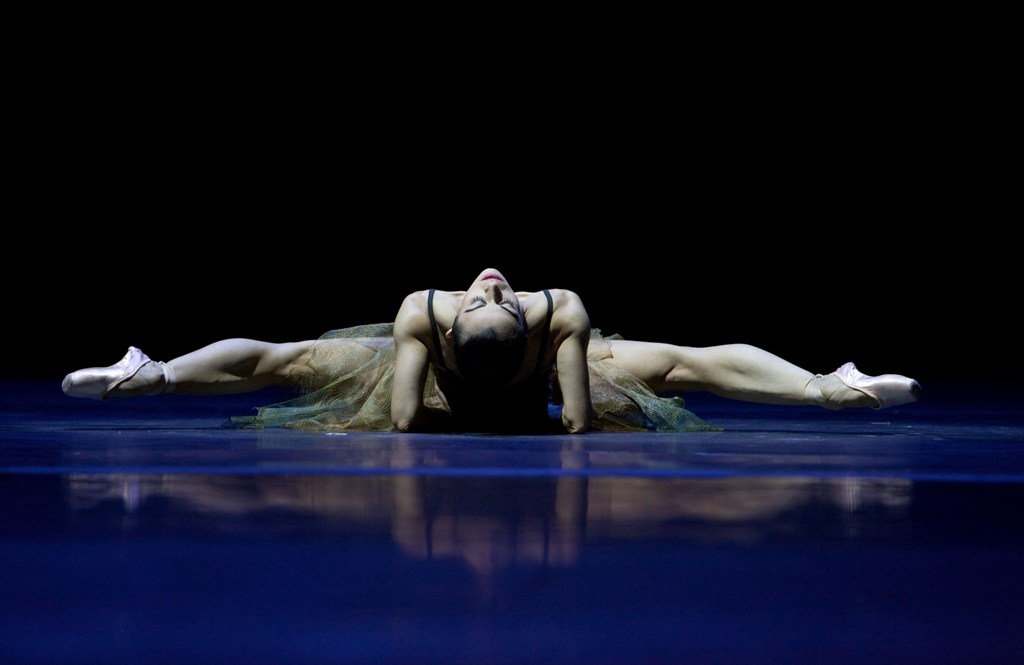
Marlúcia do Amaral in „Ramifications“ (2010)

Ohne sich in seinem Werk auf die Neoklassik festlegen zu lassen, bezieht sich Martin Schläpfer in der Tanztechnik auf George Balanchine und Hans van Manen. Zugleich postuliert er für Interpretationen eine Bandbreite von Antony Tudor bis Sidi Larbi Cherkaoui.

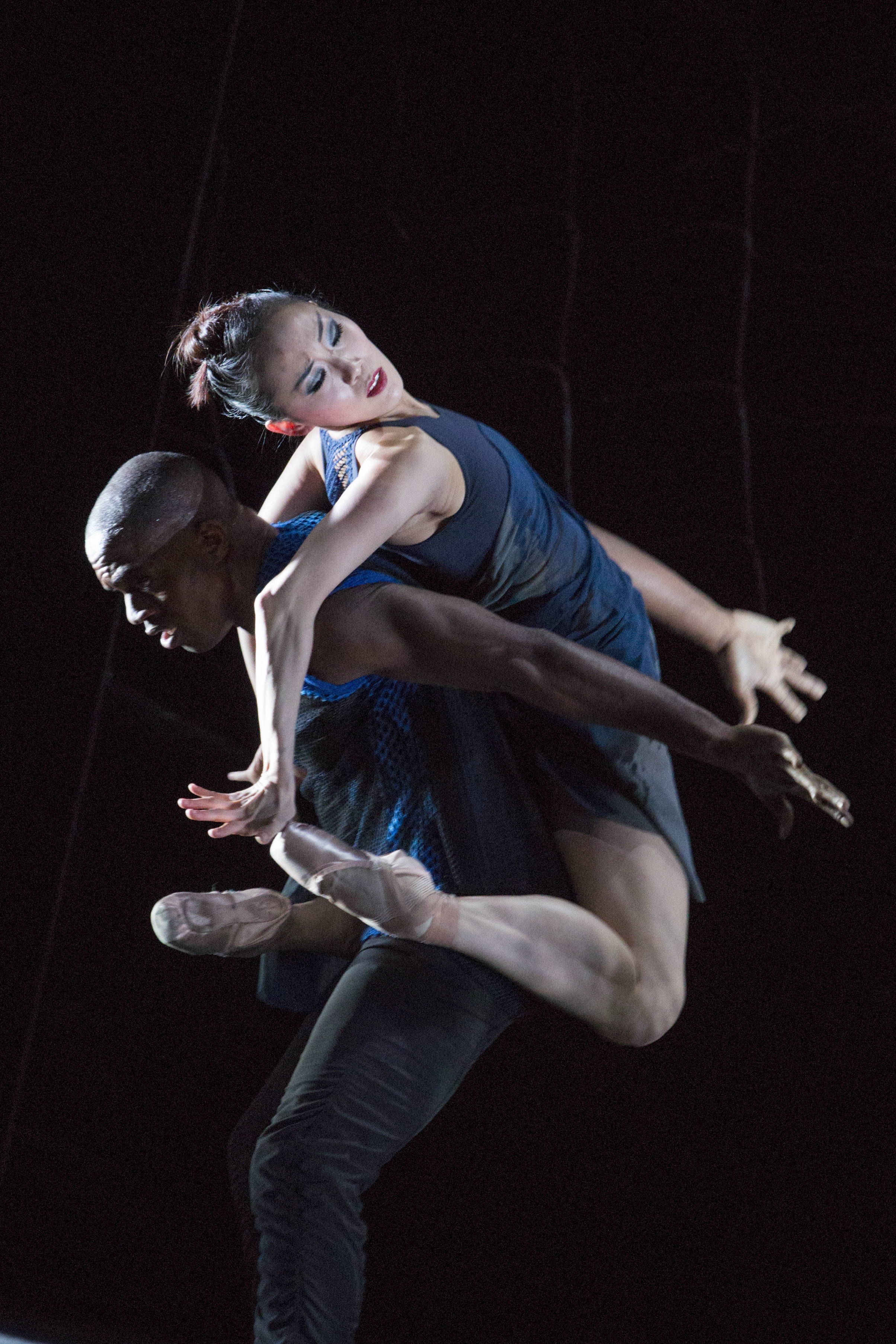
Chidozie Nzerem und So-Yeon Kim in „DEEP FIELD“ (2014)

Mit Beginn der Spielzeit 2009/2010 wurde Schläpfer Ballettdirektor und Chefchoreograf an der Deutschen Oper am Rhein in Düsseldorf und Duisburg, wo er das Ballett am Rhein mit 48 Tänzerinnen und Tänzern und dem Neubau eines eigenständigen, hochmodernen Balletthauses neu formierte.
Im Februar 2013 war Martin Schläpfer der Wunschkandidat des Kulturstaatssekretärs André Schmitz für die Nachfolge Vladimir Malakhovs als Intendant des Staatsballetts Berlin. Schläpfer nahm das Angebot nicht an. 2016 machte er seinen ehemaligen Tänzer Remus Sucheana zum Ballettdirektor, um sich als Teil einer Doppelspitze verstärkt auf die künstlerische Arbeit konzentrieren zu können.
Für Interpretationen von Hans van Manens Pas de deux The Old Man and Me und das eigens für ihn kreierte Ballett Alltag kehrte Martin Schläpfer 2012, 2014 und 2017 als Tänzer auf die Bühne zurück.

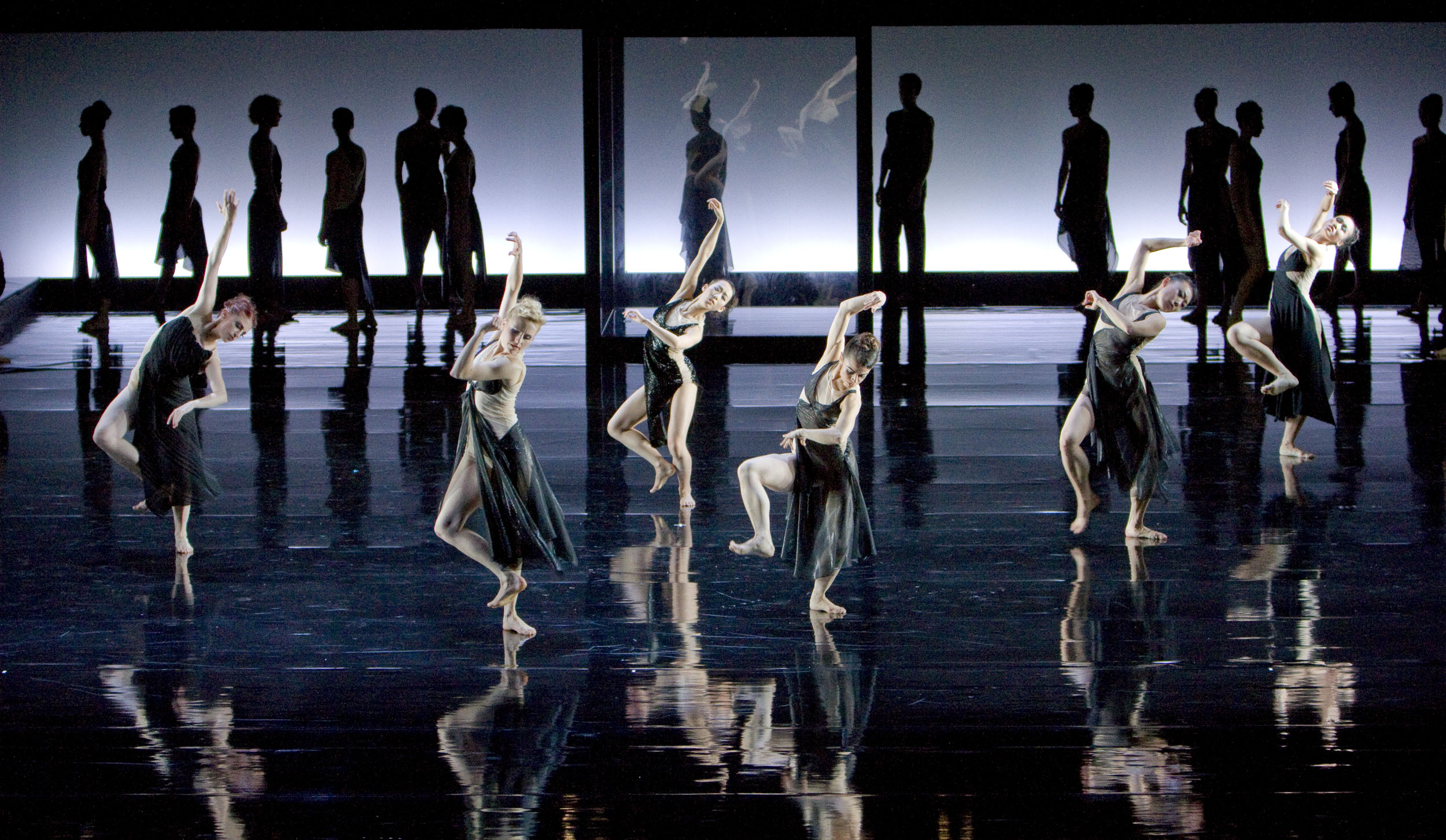
Ballett am Rhein in „Ein Deutsches Requiem“ (2011)

Nachdem er 2018 im Zuge der aktuellen Vertragsverlängerung beim Ballett am Rhein zunächst die Position eines Haus-Choreografen verhandelt hatte, entschied er im Juni 2018, mit der Spielzeit 2020/21 in der Nachfolge von Manuel Legris die Leitung des Wiener Staatsballetts und der Ballettakademie der Wiener Staatsoper als Direktor und Chefchoreograf zu übernehmen. Im April 2023 gab er bekannt, auf eine Vertragsverlängerung ab der Saison 2025/26 zu verzichten. Zu seiner Nachfolgerin ab dem 1. September 2025 wurde Alessandra Ferri bestellt.
Am 2. Oktober 2018 wurde Schläpfer vom deutschen Bundespräsidenten mit dem Verdienstorden der Bundesrepublik Deutschland geehrt.

## Auszeichnungen
- 2002: Kunstpreis Rheinland-Pfalz
- 2003: Tanzpreis der Heinz Spoerli Stiftung
- 2006: Prix Benois de la Danse für die Choreografie Streichquartett zu Musik von Witold Lutosławski
- 2009: Gutenbergmedaille der Stadt Mainz
- 2009: Theaterpreis Faust in der Kategorie Choreografie für das Ballett Sinfonien zu Musik von Wilhelm Killmayer
- 2010: „Choreograf des Jahres“ in der internationalen Kritikerumfrage des Ballett-Magazins „tanz“
- 2012: Theaterpreis der Düsseldorfer Volksbühne e. V.
- 2012: Theaterpreis Faust in der Kategorie Choreografie für das Ballett Ein Deutsches Requiem zur Musik von Johannes Brahms
- 2013: Schweizer Tanzpreis
- 2013: „Kompanie des Jahres“ für Martin Schläpfers Ballett am Rhein in der internationalen Kritikerumfrage des Ballett-Magazins „tanz“
- 2014: „Kompanie des Jahres“ für Martin Schläpfers Ballett am Rhein in der internationalen Kritikerumfrage des Ballett-Magazins „tanz“
- 2014: Taglioni – European Ballet Award in der Kategorie „Best Director“
- 2014: Düsseldorfer des Jahres 2014 in der Kategorie „Kultur“[10]
- 2015: „Kompanie des Jahres“ für Martin Schläpfers Ballett am Rhein in der internationalen Kritikerumfrage des Ballett-Magazins „tanz“
- 2015: Musikpreis der Stadt Duisburg
- 2017: Mitglied der Nordrhein-Westfälische Akademie der Wissenschaften
- 2017: „Kompanie des Jahres“ für Martin Schläpfers Ballett am Rhein in der internationalen Kritikerumfrage des Ballett-Magazins „tanz“
- 2018: Verdienstorden der Bundesrepublik Deutschland[11]
- 2019: Grosser St. Galler Kulturpreis
- 2022: „Highlight der Saison“ für Martin Schläpfers Wiener Staatsballett in der internationalen Kritikerumfrage des Ballett-Magazins „tanz“

## Werke
- 1995: Haydn-Variationen. Musik: Variationen über ein Thema von Haydn op. 56a von Johannes Brahms; UA: Berner Ballett, 28. Januar 1995, Stadttheater Bern
- 1995: Rückert-Lieder. Fünf Lieder für Singstimme und Orchester von Gustav Mahler nach Gedichten von Friedrich Rückert; UA: Berner Ballett, 28. Januar 1995, Stadttheater Bern
- 1995: Strange Fruit. Musik: Nina Simone; Bühne und Kostüme: Thomas Ziegler; UA: Berner Ballett, 13. Mai 1995, Stadttheater Bern
- 1996: Divertimento. Musik: Divertimento für Streichorchester Sz 113 von Béla Bartók; Bühne und Kostüme: Thomas Ziegler; UA: Berner Ballett, 3. Februar 1996, Stadttheater Bern
- 1996: Der Feuervogel. Ballett in zwei Teilen von Igor Strawinsky; UA: Berner Ballett, 3. Februar 1996, Stadttheater Bern
- 1996: Piedra y cielo. Ballett nach Gedichten von Juan Ramón Jiménez. Musik: Klaviersonaten von Ludwig van Beethoven; UA: Berner Ballett, 28. April 1996, Stadttheater Bern
- 1997: Stabat mater. Musik: Stabat mater von Giovanni Battista Pergolesi; UA: Berner Ballett, 18. Januar 1997, Stadttheater Bern
- 1997: Empty games. Musik: Sinfonie Nr. 3 von Daniel Schnyder (UA); UA: Berner Ballett, 3. Oktober 1997, Stadttheater Bern
- 1998: Dritte Symphonie. Musik: Sinfonie Nr. 3 H. 299 von Bohuslav Martinů; UA: Berner Ballett, 21. Februar 1998, Stadttheater Bern
- 1998: Vespers. Musik: Ganznächtliche Vigil op. 37 von Sergej Rachmaninow; Bühne: Raphaël Barbier; Kostüme: Catherine Voeffray; UA: Berner Ballett, 17. Juni 1998, Französische Kirche Bern
- 1998: Streichquartett. Musik: Streichquartett f-Moll op. 80 von Felix Mendelssohn Bartholdy. UA: Berner Ballett, 8. Oktober 1998, Stadttheater Bern
- 1999: Die vier Jahreszeiten. Musik: Le quattro stagioni op. 8 von Antonio Vivaldi; Bühne und Kostüme: Thomas Ziegler; UA: Berner Ballett, 7. Februar 1999, Stadttheater Bern
- 1999: Last Sleep. Musik: The Last Sleep of the Virgin von John Tavener; Bühne: Raphaël Barbier; Kostüme: Catherine Voeffray; UA: Berner Ballett, 30. Mai 1999, Stadttheater Bern
- 1999: Orgelkonzert: Musik: Orgelkonzert C-Dur BWV 594 von Johann Sebastian Bach; Bühne und Kostüme: Thomas Ziegler; UA: ballettmainz, 9. Oktober 1999, Staatstheater Mainz, Phönixhalle
- 2000: Appenzellertänze. Musik: Toncollagen und traditionelle Musik aus dem Appenzell; Bühne und Kostüme: Thomas Ziegler; UA: ballettmainz, 12. Februar 2000, Staatstheater Mainz, Kleines Haus
- 2000: Drittes Klavierkonzert. Musik: Konzert für Klavier und Streichorchester von Alfred Schnittke; Bühne und Kostüme: Thomas Ziegler; UA: ballettmainz, 13. Mai 2000, Staatstheater Mainz, Phönixhalle
- 2000: Vom Winde beweint. Musik: Liturgie für Orchester und Violoncello von Gija Kantscheli; Bühne und Kostüme: Thomas Ziegler; UA: ballettmainz, 7. Oktober 2000, Staatstheater Mainz, Phönixhalle
- 2001: Adagio für Glasharmonika. Musik: Adagio für Glasharmonika KV 356 (617a) von Wolfgang Amadeus Mozart; Kostüme: Catherine Voeffray; UA: ballettmainz, 3. Februar 2001, Staatstheater Mainz, Kleines Haus
- 2001: Concerto grosso. Musik: Concerto grosso Nr. 2 für Violine, Violoncello und Orchester von Alfred Schnittke; Bühne: Raphaël Barbier; Kostüme: Catherine Voeffray; UA: ballettmainz, 17. November 2001, Staatstheater Mainz, Großes Haus
- 2002: Violakonzert. Musik: Konzert für Viola und Orchester von Alfred Schnittke; Bühne und Kostüme: Thomas Ziegler; UA: ballettmainz, 17. März 2002, Großes Haus
- 2002: Kunst der Fuge. Musik: Die Kunst der Fuge BWV 1080 von Johann Sebastian Bach; Bühne: Thomas Ziegler; Kostüme: Catherine Voeffray; UA: ballettmainz, 10. November 2002, Staatstheater Mainz, Kleines Haus
- 2003: Der Feuervogel. Ballett in zwei Teilen von Igor Strawinsky; Bühne und Kostüme: Thomas Ziegler; UA: ballettmainz, 15. Februar 2003, Staatstheater Mainz, Großes Haus
- 2003: Musica ricercata. Musik: Musica ricercata von György Ligeti. Bühne und Kostüme: Keso Dekker; UA: ballettmainz, 14. Juni 2003, Staatstheater Mainz, Großes Haus
- 2003: SONATA. Musik: 2. Satz aus der Klaviersonate As-Dur Hob. XVI:46 von Joseph Haydn; Kostüme: Martin Schläpfer; UA: ballettmainz, 29. Oktober 2003, Staatstheater Mainz, Kleines Haus
- 2003: Partita Nr. 6. Musik: Partita Nr. 6 e-Moll BWV 830 für Klavier von Johann Sebastian Bach; Bühne und Kostüme: Thomas Ziegler; UA: ballettmainz, 29. Oktober 2003, Staatstheater Mainz, Kleines Haus
- 2004: Frogs and Crows. Musik: Ouvertüre F-Dur (Alster-Ouvertüre) von Georg Philipp Telemann; Bühne: Thomas Ziegler; Kostüme: Marie-Thérèse Jossen; UA: ballettmainz, 10. Januar 2004, Staatstheater Mainz, Großes Haus
- 2004: Ritirata notturna. Musik: Vier Originalversionen der Ritirata notturna di Madrid von Luigi Boccherini übereinandergestellt und transkribiert für Orchester von Luciano Berio; Bühne: Thomas Ziegler; Kostüme: Marie-Thérèse Jossen; UA: ballettmainz, 10. Januar 2004, Staatstheater Mainz, Großes Haus
- 2004: in my day and night. Musik: Paul Pavey; Kostüme: Catherine Voeffray; UA: ballettmainz, 8. Mai 2004, Staatstheater Mainz, Großes Haus
- 2004: Diabelli-Variationen. Musik: 33 Variationen über einen Walzer von Anton Diabelli op. 120 von Ludwig van Beethoven. Bühne: Thomas Ziegler; Kostüme: Marie-Thérèse Jossen; UA: ballettmainz, 17. November 2004, Staatstheater Mainz, Kleines Haus
- 2005: Ramifications. Musik: Ramifications für Streichorchester von György Ligeti; Kostüm: Thomas Ziegler; UA: Marlúcia do Amaral(ballettmainz), 26. Februar 2005, Staatstheater Mainz, Großes Haus
- 2005: Rendering. Musik: Rendering von Franz Schubert/Luciano Berio nach Skizzen von Franz Schuberts D 936a. Bühne und Kostüme: Thomas Ziegler; UA: ballettmainz, 26. Februar 2005, Staatstheater Mainz, Großes Haus
- 2005: Tanzsuite. Musik: Tanzsuite mit Deutschlandlied von Helmut Lachenmann; Bühne und Kostüme: Keso Dekker; UA: ballettmainz, 20. Mai 2005, Staatstheater Mainz, Großes Haus
- 2005: Tänze. Musik von Carl Philipp Emanuel Bach, Ludwig van Beethoven, Robert Schumann und Wolfgang Rihm; Bühne: Thomas Ziegler, Kostüme: Marie-Thérèse Jossen; UA: ballettmainz, 9. November 2005, Staatstheater Mainz, Kleines Haus
- 2005: Streichquartett. Musik: Streichquartett von Witold Lutosławski; Bühne: Thomas Ziegler; Kostüme: Marie-Thérèse Jossen; UA: ballettmainz, 9. November 2005, Staatstheater Mainz, Kleines Haus
- 2006: Marsch, Walzer, Polka. Musik von Johann Strauss (Vater), Johann Strauss (Sohn) und Josef Strauss; Kostüme: Thomas Ziegler; UA: ballettmainz, 10. Februar 2006, Staatstheater Mainz, Großes Haus
- 2006: Gota de Luz. Musik: Sinfonie Nr. 7 A-Dur op. 92 von Ludwig van Beethoven; Bühne und Kostüme: rosalie; UA: ballettmainz, 10. Februar 2006, Staatstheater Mainz, Großes Haus
- 2006: ein Wald, ein See. Musik: Paul Pavey; Bühne: Thomas Ziegler; Kostüme: Catherine Voeffray; UA: ballettmainz, 13. Mai 2006, Staatstheater Mainz; Großes Haus
- 2007: Pathétique. Musik: Sinfonie Nr. 6 h-moll op. 74 von Pjotr Iljitsch Tschaikowski; Bühne und Kostüme: Keso Dekker; UA: ballettmainz, 3. März 2007, Staatstheater Mainz, Großes Haus
- 2007: Obelisco. Musik von Rickie Lee Jones, Salvatore Sciarrino, Franz Schubert, Domenico Scarlatti, Wolfgang Amadeus Mozart, Giacinto Scelsi und Richard Heuberger; Bühne und Kostüme: Thomas Ziegler; UA: ballettmainz, 16. Mai 2007, Staatstheater Mainz, Großes Haus
- 2007: 3. Musik: Paul Pavey; Bühne: Thomas Ziegler; Kostüme: Catherine Voeffray; UA: ballettmainz, 8. November 2007, Staatstheater Mainz, Kleines Haus
- 2008: Reformationssymphonie. Musik: Sinfonie Nr. 5 d-Moll op. 107 („Reformations-Symphonie“) von Felix Mendelssohn Bartholdy; Kostüme: Marie-Thérèse Jossen; UA: ballettmainz, 23. Februar 2008, Staatstheater Mainz, Großes Haus
- 2008: Violakonzert II. Musik: Konzert für Viola und Orchester von Sofia Gubaidulina. Raum, Kostüme, Objekte: rosalie; UA: Bayerisches Staatsballett, 12. April 2008, Nationaltheater München
- 2008: Quartz. Musik: Gostyhead von Rickie Lee Jones, albanische Volksmusik, City of Quartz von Marianne Faithfull. Kostüme: Ute Noack; UA: Kirsty Ross, Igor Mamonov, 28. Juni 2008, Staatstheater Mainz, Kleines Haus
- 2008: Pezzi und Tänze. Musik: Tre Pezzi für Sopransaxophon von Giacinto Scelsi / 15 Walzer für Violine und Gitarre arrangiert aus den 36 Originaltänzen op. 9 D 365 von Franz Schubert; Bühne: Martin Schläpfer; Kostüme: Marie-Thérèse Jossen; UA: ballettmainz, 8. November 2008, Staatstheater Mainz, Kleines Haus
- 2008: 24 Préludes. Musik: 24 Préludes für Klavier op. 28 von Frédéric Chopin; Kostüme: Nelly van de Velden; UA: ballettmainz, 8. November 2008, Staatstheater Mainz, Kleines Haus
- 2009: Sinfonien: Musik: Sinfonia I („Fogli“) und Sinfonia II („Ricordanze“) von Wilhelm Killmayer; Kostüme: Catherine Voeffray; UA: ballettmainz, 7. März 2009, Staatstheater Mainz, Großes Haus
- 2009: Lontano. Musik: Lontano von György Ligeti. Bühne und Kostüme: Keso Dekker; UA: Het Nationale Ballet Amsterdam, 17. März 2009, Het Muziektheater Amsterdam.
- 2009: 5. Musik: Paul Pavey; Bühne: Thomas Ziegler; Kostüme: Catherine Voeffray; UA: ballettmainz, 20. Mai 2009, Staatstheater Mainz, Großes Haus
- 2009: Dritte Sinfonie. Musik: Sinfonie Nr. 3 von Witold Lutosławski; Bühne: Thomas Ziegler; Kostüme: Catherine Voeffray; UA: Ballett am Rhein Düsseldorf Duisburg, 16. Oktober 2009, Opernhaus Düsseldorf
- 2010: Neither. Oper in einem Akt von Morton Feldman. Text von Samuel Beckett. Video-Lichtinstallation, Raum und Kostüme: rosalie; UA: Ballett am Rhein Düsseldorf Duisburg, 30. April 2010, Opernhaus Düsseldorf
- 2010: Forellenquintett. Musik: Klavierquintett A-Dur D 667 („Forellenquintett“) von Franz Schubert; Bühne und Kostüme: Keso Dekker; UA: Ballett am Rhein Düsseldorf Duisburg, 6. Oktober 2010, Theater Duisburg
- 2011: Robert Schumann Tänze. Musik: Sinfonie Nr. 3 in Es-Dur op. 97 („Rheinische“) von Robert Schumann; Bühne: Thomas Ziegler; Kostüme: Nelly van de Velden; UA: Ballett am Rhein Düsseldorf Duisburg, 19. Februar 2011, Opernhaus Düsseldorf
- 2011: Unleashing the Wolf. Musik: Paul Pavey; Bühne: Martin Schläpfer; Kostüme: Marie-Thérèse Jossen; UA: Ballett am Rhein Düsseldorf Duisburg, 9. April 2011, Opernhaus Düsseldorf
- 2011: Ein Deutsches Requiem. Musik: Ein deutsches Requiem op. 45 von Johannes Brahms; Bühne: Florian Etti; Kostüme: Catherine Voeffray; UA: Ballett am Rhein Düsseldorf Duisburg, 1. Juli 2011, Opernhaus Düsseldorf
- 2012: Castor et Pollux. Adaption der Tragédie lyrique Castor et Pollux in 5 Akten und einem Prolog (1737) von Jean-Philippe Rameau. Raum, Lichtobjekte und Kostüme: rosalie; Premiere: 28. Januar 2012, Opernhaus Düsseldorf
- 2012: Ungarische Tänze. Musik: Ungarische Tänze von Johannes Brahms; Kostüme: Sabine Schnetz; UA: Ballett am Rhein Düsseldorf Duisburg, 10. November 2012, Opernhaus Düsseldorf
- 2013: Johannes Brahms – Symphonie Nr. 2. Musik: Sinfonie Nr. 2 D-Dur op. 73 von Johannes Brahms; Bühne und Kostüme: Keso Dekker; UA: Ballett am Rhein Düsseldorf Duisburg, 2. Februar 2013, Theater Duisburg
- 2013: Nacht umstellt. Musik: 16 Deutsche Tänze D 783 von Franz Schubert, Il suono e il tacere von Salvatore Sciarrino, Sinfonie Nr. 7 h-Moll D 759 von Franz Schubert, Shadow of Sound von Salvatore Sciarrino, Mehrstimmiger Gesang Die Nacht D 983c von Franz Schubert; Bühne: Florian Etti; Kostüme: Catherine Voeffray; UA: Ballett am Rhein Düsseldorf Duisburg, 5. Juli 2013, Opernhaus Düsseldorf
- 2013: 7. Musik: Sinfonie Nr. 7 e-Moll von Gustav Mahler; Bühne und Kostüme: Florian Etti; UA: Ballett am Rhein Düsseldorf Duisburg, 26. Oktober 2013, Opernhaus Düsseldorf
- 2014: DEEP FIELD. Musik: DEEP FIELD von Adriana Hölszky – Uraufführung/Auftragskomposition; Bühne und Kostüme: rosalie; UA: Ballett am Rhein Düsseldorf Duisburg, 23. Mai 2014, Opernhaus Düsseldorf
- 2014: De Claudine z'lieb. Musik: Em Sepp Walser z'lieb; UA: Claudine Schoch, 24. Mai 2014, Ballettschule für das Opernhaus Zürich, Opernhaus Zürich
- 2015: verwundert seyn – zu sehn. Musik: Sonate Nr. 6 und Sonate Nr. 10 von Alexander Skrjabin sowie Grand Valse di bravura "Le bal de Berne" (Erste Fassung) S 209 von Franz Liszt; Bühne und Kostüme: Keso Dekker; Video: Christoph Schödel; UA: Ballett am Rhein Düsseldorf Duisburg, 23. Januar 2015, Theater Duisburg
- 2015: Symphonie g-Moll. Musik: Sinfonie Nr. 40 g-Moll KV 550 von Wolfgang Amadeus Mozart; Bühne und Kostüme: Florian Etti; UA: Ballett am Rhein Düsseldorf Duisburg, 14. März 2015, Opernhaus Düsseldorf
- 2016: Variationen und Partiten. Musik: 12 Variationen über das Menuett „à la Viganò“ aus Jakob Haibels Ballett „Le nozze disturbate“ C-Dur WoO 68 von Ludwig van Beethoven und Partita Nr. 6 e-Moll BWV 830 für Klavier von Johann Sebastian Bach; Bühne: Thomas Ziegler; Kostüme: Nelly van de Velden; UA: Ballett am Rhein Düsseldorf Duisburg, 18. März 2016, Opernhaus Düsseldorf
- 2016: Mönche und Nonne. Musik: Nr. 5, 13 und Aria da Capo aus den Goldberg-Variationen von Johann Sebastian Bach sowie „Is This It?“ von Asaf Avidan; Kostüme: Stefanie C. Salm; UA: Marlúcia do Amaral, Marcos Menha und Alexandre Simões (Ballett am Rhein Düsseldorf Duisburg), 11. Juni 2016, 4. Osnabrücker Tanzgala, Theater Osnabrück
- 2016: Konzert für Orchester. Musik: Konzert für Orchester von Witold Lutosławski; Bühne und Kostüme: Florian Etti; UA: Ballett am Rhein Düsseldorf Duisburg, 28. Oktober 2016, Theater Duisburg
- 2017: Petite Messe solennelle. Musik: Petite Messe solennelle von Gioachino Rossini; Bühne und Kostüme: Florian Etti; UA: Ballett am Rhein Düsseldorf Duisburg, 2. Juni 2017, Opernhaus Düsseldorf
- 2017: Roses of Shadow. Musik: Roses of Shadow von Adriana Hölszky – Uraufführung/Auftragskomposition; Bühne und Kostüme: Marcus Spyros Bertermann; UA: Ballett am Rhein Düsseldorf Duisburg, 16. Dezember 2017, Opernhaus Düsseldorf
- 2018: Schwanensee. Musik: Schwanensee. Ballett in 4 Akten op. 20 von Pjotr Iljitsch Tschaikowski; Bühne und Kostüme: Florian Etti; UA: Ballett am Rhein Düsseldorf Duisburg, 8. Juni 2018, Opernhaus Düsseldorf
- 2019: Ulenspiegeltänze. Musik: Sinfonie Nr. 7 cis-Moll op. 131 von Sergej Prokofjew; Bühne, Kostüme und Video: Keso Dekker; UA: Ballett am Rhein Düsseldorf Duisburg, 9. Februar 2019, Theater Duisburg
- 2019: 44 Duos. Musik: 44 Duos für zwei Violinen von Béla Bartók; Bühne: Marcus Spyros Bertermann; Kostüme: Hélène Vergnes; UA: Ballett am Rhein Düsseldorf Duisburg, 12. April 2019, Opernhaus Düsseldorf
- 2019: Cellokonzert. Musik: Konzert für Violoncello und Orchester Nr. 2 cis-Moll op. 126 von Dmitri Schostakowitsch; Bühne: Marcus Spyros Bertermann; Kostüme: Hélène Vergnes; UA: Ballett am Rhein Düsseldorf Duisburg, 23. November 2019, Opernhaus Düsseldorf
- 2020: Taiyō to Tsuki. Musik: Sinfonie Nr. 3 D-Dur D 200 von Franz Schubert und Ferne Landschaft III: Seascapes of Fukuyama von Toshio Hosokawa; Bühne und Kostüme: Florian Etti; UA: Stuttgarter Ballett, 22. Februar 2020, Staatstheater Stuttgart, Opernhaus
- 2020: 4. Musik: Sinfonie Nr. 4 G-Dur von Gustav Mahler; Bühne: Florian Etti; Kostüme: Catherine Voeffray; UA: Wiener Staatsballett, 4. Dezember 2020, Wiener Staatsoper wegen Corona-Lockdown als Live-Stream auf Arte concert
- 2021: Sinfonie Nr. 15. Musik: Symphonie Nr. 15 A-Dur von Dmitri Schostakowitsch; Bühne und Kostüme: Thomas Ziegler; UA: Wiener Staatsballett, 26. Juni 2021, Wiener Staatsoper
- 2021: Solo for Liz. Musik: For all we know von M. Ward; UA: Sinthia Liz, 21. Oktober 2021, Wiener Staatsoper zur Präsentation des Eisernen Vorhangs von Beatriz Milhazes
- 2021: Walzer für das Neujahrskonzert der Wiener Philharmoniker. Musik: Tausend und eine Nacht. Walzer op. 346 von Johann Strauss (Sohn). Kostüme: Arthur Arbesser. Fernsehproduktion des ORF, Drehort Schloss Schönbrunn, Erstausstrahlung 1. Januar 2022
- 2022: In Sonne verwandelt. Musik: Klavierkonzert Nr. 4 G-Dur op. 58 von Ludwig van Beethoven; Bühne: Marcus Spyros Bertermann; Kostüme: Hélène Vergnes; UA: Wiener Staatsballett, Klavier: Johannes Piirto, 2. Februar 2022, Volksoper Wien
- 2022: Die Jahreszeiten. Musik: Die Jahreszeiten von Joseph Haydn; Bühne und Kostüme: Mylla Ek; UA: Wiener Staatsballett, 30. April 2022, Wiener Staatsoper
- 2022: Dornröschen. Musik: Dornröschen von Pjotr Iljitsch Tschaikowski; Bühne: Florian Etti; Kostüme: Catherine Voeffray; UA: Wiener Staatsballett, 24. Oktober 2022, Wiener Staatsoper
- 2023: Wiener Blut Walzer. Musik: Wiener Blut Walzer op. 354 von Johann Strauss (Sohn); Kostüme: Susanne Bisovsky; UA: Wiener Staatsballett, 16. Februar 2023, Wiener Opernball Wiener Staatsoper
- 2023: Jamie. Musik: Nr. 5 The sweetest lad was Jamie aus Folk Songs op. 108 sowie 6 Variationen über ein Schweizer Lied WoO 64 von Ludwig van Beethoven, Zäuerli Sung in the Inn, Improvisation 3 von Martin Stadtfeld, Etüde Nr. 6 es-Moll op. 10 von Frédéric Chopin, Canario von Giovanni Girolamo Kapsperger, Unanswered Questions für Flöte von Tristan Murail, Early in the Mornin‘ von Cyndi Lauper, Sarabande aus Englische Suite Nr. 2 a-Moll BWV 807 von Johann Sebastian Bach; UA (in Ausschnitten): Jugendkompanie der Ballettakademie der Wiener Staatsoper, 1. Mai 2023, Wiener Staatsoper
- 2025: Peter und der Wolf. Musik: Peter und der Wolf von Sergei Sergejewitsch Prokofjew; Bühne und Kostüme: Thomas Ziegler; UA: Jugendkompanie der Ballettakademie der Wiener Staatsoper, 26. Januar 2025, Nest – Neue Spielstätte der Wiener Staatsoper
- 2025: Kaiserwalzer. Musik: Kaiser-Walzer op. 427 von Johann Strauss (Sohn). Kostüme: Ida Gut; UA: Wiener Staatsballett und Ballettakademie der Wiener Staatsoper, 27. Februar 2025, Wiener Opernball Wiener Staatsoper
- 2025: Pathétique. Musik: Sinfonie Nr. 6 h-moll op. 74 von Pjotr Iljitsch Tschaikowski. Bühne: Thomas Mika; Kostüme: Catherine Voeffray; UA: Wiener Staatsballett, 9. April 2025, Wiener Staatsoper

## Fernsehaufzeichnungen
- 1996: Divertimento. Fernsehregie: Fred Bosman. SF DRS / 3sat
- 1996: Empty games. Fernsehregie: Fred Bosman. SF DRS / 3sat
- 2000: Die vier Jahreszeiten. Fernsehregie: Andreas Morell. ZDFtheaterkanal / 3sat
- 2000: Drittes Klavierkonzert. Fernsehregie: Andreas Morell. ZDFtheaterkanal / 3sat
- 2003:  Partita Nr. 6. Fernsehregie: Georg Wübbolt. SWR Fernsehen
- 2004: Frogs and Crows. Fernsehregie: Georg Wübbolt. SWR Fernsehen
- 2006: Marsch, Walzer, Polka. Fernsehregie: Andreas Morell. ZDFtheaterkanal / 3sat
- 2006: Gota de Luz. Fernsehregie: Andreas Morell. ZDFtheaterkanal / 3sat
- 2009: 1000 Jahre Mainzer Dom – ballettmainz tanzt im Dom Ramifications, Pezzi und Tänze sowie Il tempo con l'obelisco und Du bist die Ruh' aus Obelisco. Fernsehregie: Peter Schönhofer. ZDF / 3sat
- 2012: Ein Deutsches Requiem. Fernsehregie: Roger Bisson. ZDF / 3sat
- 2012: Forellenquintett. Fernsehregie: Roger Bisson. ZDF / arte
- 2016: DEEP FIELD. Fernsehregie: Annette von Wangenheim. arte / WDR / SRF
- 2017: Petite Messe solennelle. Fernsehregie: Peter Schönhofer. ZDF / 3sat
- 2018: Schwanensee. Fernsehregie: Peter Schönhofer. WDR / arte / 3sat / 7T1 Media. DVD EuroArts 2019. Trailer: youtube.com
- 2020: 4. Fernsehregie: Myriam Hoyer. ORF / arte / ZDF / Unitel / C major Entertainment
- 2022: Die Jahreszeiten. Fernsehregie: Anna Gettel. ORF
- 2025: Peter und der Wolf. Fernsehregie: Leopold Knötzl. ORF
- 2025: Kaiserwalzer. 67. Wiener Opernball 2025. ORF

## Ausstellungen
- 2020: Von den Kraftfeldern zwischen Mensch und Körper. Eine digitale Ausstellung mit Gedanken zum Tanz von Martin Schläpfer und Fotografien von Gert Weigelt. Eine Kooperation der Deutschen Oper am Rhein mit dem Deutschen Tanzarchiv Köln, kuratiert von Thomas Thorausch und Anne do Paço

## Medienporträts
- 2003: Tanz gegen den Trend. Der Choreograph Martin Schläpfer. Radio-Feature. Natali Kurth. 60 Minuten. SWR
- 2004: Der Choreograf Martin Schläpfer – „I’m a little bit of a maniac“. Film. Dieter Schneider und Timo Amling. 53 Minuten. SF DRS und ZDF / 3sat
- 2015: Vom Leben und dem Tanz. Martin Schläpfer – vom Bauernhof auf die Bühnen dieser Welt. Film. Cathrin Leopold. 25 Minuten. WDR
- 2015: Redezeit mit Martin Schläpfer. Moderation: Jürgen Wiebicke. 28 Minuten WDR 5
- 2016: Feuer bewahren – nicht Asche anbeten. Der Choreograf Martin Schläpfer. Regie: Annette von Wangenheim. Kinofassung/DVD: 85 Minuten; TV-Fassung: 52 Minuten. Produktion und Vertrieb: 7T1 Media Köln, in Koproduktion mit arte / WDR und SRF. Trailer: youtube.com
- 2020: b.ye Martin Schläpfer. Abschiedsfilm nach 11 Jahren Ballett am Rhein Düsseldorf Duisburg. Redaktion: Daniela Partenzi; Video und Schnitt: Jo Berg. Deutsche Oper am Rhein. youtube.com
- 2021: Ö1 Klassik-Treffpunkt: Martin Schläpfer zu Gast bei Albert Hosp. oe1.orf.at
- 2021: SWR2 Musikgespräch: Martin Schläpfer. swr.de
- 2025: SRF Kulturplatz: So glänzt die Schweiz am Opernball.
- 2025: Kriechspur ins Leben. Martin Schläpfer choreographiert "Pathétique". Ein Film von Catharina Kleber in einer Produktion des Wiener Staatsballetts.

## Fussnoten
1. 1 2  Dorion Weickmann: Anschluss an etwas, das größer ist als wir. In: Süddeutsche Zeitung. 24. Oktober 2014, S. 11.
2. ↑  Kulturkenner: Martin Schläpfer. Abgerufen am 25. Oktober 2014.
3. ↑  tanznetz.de: Martin Schläpfer im Gespräch mit Andrea Amort.
4. ↑  Sandra Luzina: Malakhov Nachfolge. Warum Sasha Waltz das Staatsballett neu beleben könnte In: Der Tagesspiegel vom 2. Februar 2013. Abgerufen am 5. Februar 2012.
5. ↑  Rheinische Post online. Ich möchte nicht mehr Captain sein. Interview mit Martin Schläpfer von Dorothee Krings Abgerufen am 10. Januar 2018.
6. ↑  orf.at: Schläpfer wird Direktor des Wiener Staatsballetts. Artikel vom 22. Juni 2018, abgerufen am 22. Juni 2018.
7. ↑  Wiener Staatsballettdirektor verzichtet auf Verlängerung. In: ORF.at. 12. April 2023, abgerufen am 12. April 2023.
8. ↑  Alessandra Ferri wird das Staatsballett leiten. In: ORF.at. 24. Oktober 2023, abgerufen am 24. Oktober 2023.
9. ↑  nic: Verdienstorden für Ballettchef Schläpfer. In: Rheinische Post. Düsseldorf, 21. September 2018, S. D10.
10. ↑  Preisträger der vergangenen Jahre. In: duesseldorferdesjahres.de, abgerufen am 2. Oktober 2018.
11. ↑  Ordensverleihung zum Tag der Deutschen Einheit. In: bundespräsident.de. 2. Oktober 2018, abgerufen am 2. Oktober 2018.

| Personendaten    | Personendaten                   |
| ---------------- | ------------------------------- |
| NAME             | Schläpfer, Martin               |
| KURZBESCHREIBUNG | Schweizer Tänzer und Choreograf |
| GEBURTSDATUM     | 26. Dezember 1959               |
| GEBURTSORT       | Altstätten                      |